# Dave & Buster’s

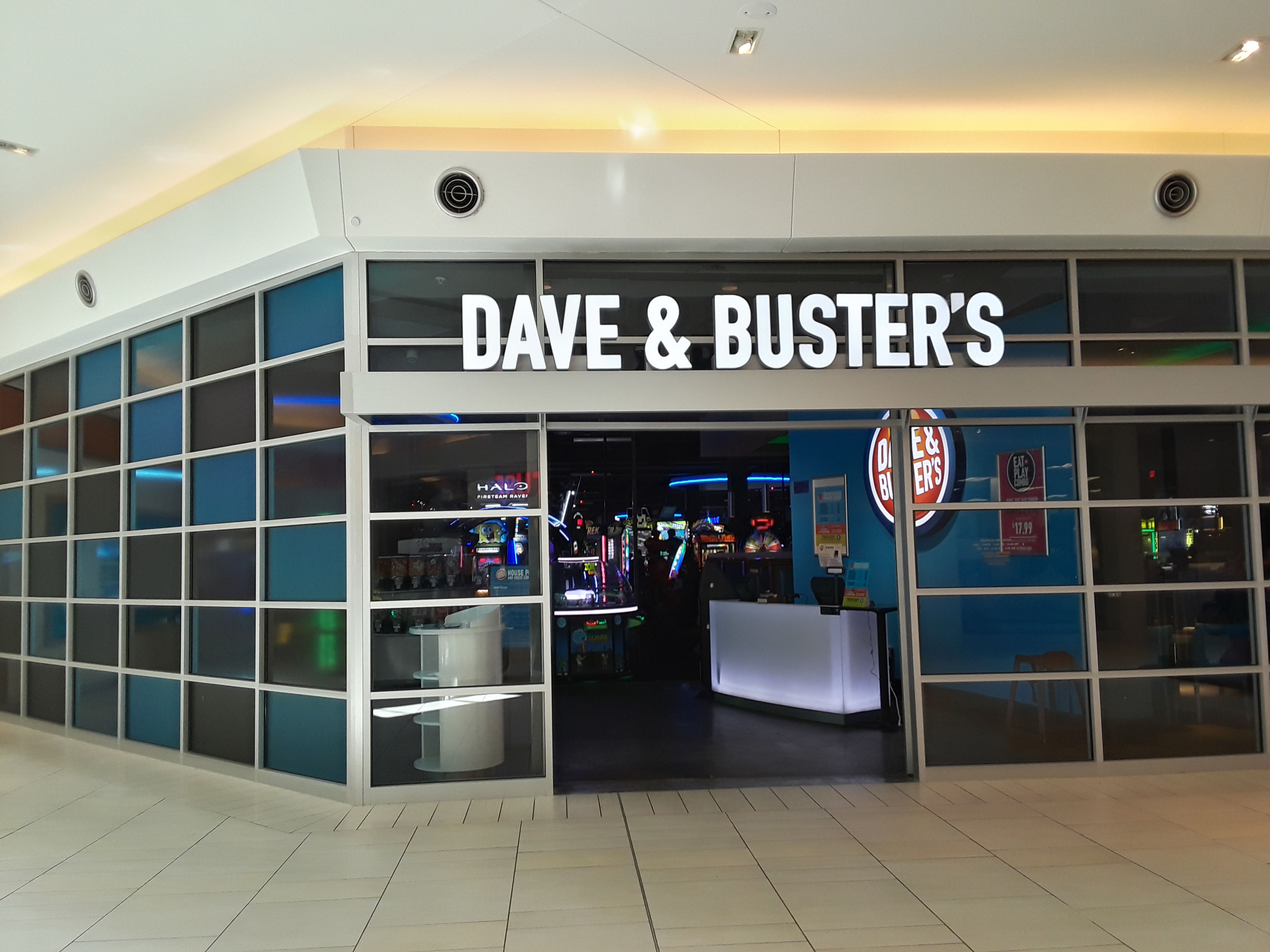
Filiale im Springfield Town Center in Springfield, Virginia

Dave & Buster’s ist ein US-amerikanisches Restaurant- und Unterhaltungsunternehmen mit Hauptsitz in Dallas, Texas. Jedes Dave & Buster’s verfügt über ein Full-Service-Restaurant und eine Video-Games-Spielhalle sowie Bowlingbahnen. Das Unternehmen hat 140 Standorte in den Vereinigten Staaten und Kanada (Stand: Februar 2021). Das Unternehmen machte 2019 einen Umsatz von 1,355 Milliarden US-Dollar.

## Geschichte
Das erste Dave & Buster’s wurde 1982 in Dallas von David „Dave“ Corriveau (1951–2015) und James „Buster“ Corley (1951–2023) eröffnet. Nach der Eröffnung von Dave & Buster’s fungierten die beiden als Co-CEOs. Im Jahr 1989 erwarb Edison Brothers Stores eine Mehrheitsbeteiligung an dem Restaurant, um die weitere Expansion in andere Städte zu finanzieren. Dave & Buster’s wurde von Edison Brothers ausgegliedert und ging 1995 mit Andy Newman als Chairman an die Börse. Bis 1997 hatte die Kette zehn Standorte im ganzen Land. D&B erwarb neun Jillian’s-Standorte, nachdem Jillian’s 2004 Konkurs nach Chapter 11 angemeldet hatte. Sieben dieser Jillian’s-Standorte wurden mit dem Namen Dave & Buster’s umbenannt, während zwei nach der Übernahme geschlossen wurden. Am 8. Dezember 2005 gab das Unternehmen bekannt, dass es von der Private-Equity-Firma Wellspring Capital Management übernommen werde.
Am 16. Juli 2008 reichte die Dave & Buster’s Holdings Inc. bei der SEC einen Antrag ein, um wieder ein börsennotiertes Unternehmen zu werden. Das Unternehmen hatte einen Termin für den Börsengang auf den 5. Oktober 2012 festgelegt. Es zog den Antrag jedoch kurz vorher zurück. Im Juni 2010 schloss Oak Hill Capital Partners in Zusammenarbeit mit dem Managementteam des Unternehmens die Übernahme von Dave & Buster’s von Wellspring Capital Management ab. Im Oktober 2014 startete Dave & Buster’s einen zweiten Börsengang, bei dem 5,88 Millionen Aktien zu einer Preisspanne von 16 bis 18 US-Dollar verkauft wurden. Das Angebot erbrachte 94 Millionen US-Dollar, die für die Rückzahlung von Schulden verwendet wurden. Die Aktien wurden am NASDAQ unter dem Symbol PLAY gehandelt. Am 20. März 2020 schloss Dave & Buster’s aufgrund der COVID-19-Pandemie vorübergehend alle Standorte. Die meisten davon sind seit Mai 2020 wieder geöffnet.